# 733. pr. Kr.
◄ | 9. stoljeće pr. Kr. | 8. stoljeće pr. Kr. | 7. stoljeće pr. Kr. | ►
◄ | 760-ih pr. Kr. | 750-ih pr. Kr. | 740-ih pr. Kr. | 730-ih pr. Kr. | 720-ih pr. Kr. | 710-ih pr. Kr. | 700-ih pr. Kr. | ►
◄◄ | ◄ | 736. pr. Kr. | 735. pr. Kr. | 734. pr. Kr. | 733 pr. Kr. | 732. pr. Kr. | 731. pr. Kr. | 730. pr. Kr. | ► | ►►
Astronomija

## Događaji
- Ozija nasljeđuje na izraelskom prijestolju ubijenog kralja Pekaha uz pomoć asirijskog kralja Tiglatpilesera III.
- Na otoku Ortega grčki doseljenjici osnivaju Sirakuzu.